# Apogonia kolbei
Apogonia kolbei är en skalbaggsart som beskrevs av Heller 1896. Apogonia kolbei ingår i släktet Apogonia och familjen Melolonthidae. Inga underarter finns listade i Catalogue of Life.